# Kabinett Marković
Das Kabinett Marković wurde am 16. März 1989 in der Sozialistischen Föderative Republik Jugoslawien (SFRJ) von Ante Marković gebildet. Das Kabinett Marković löste das Kabinett Mikulić ab und blieb bis zur Auflösung der Sozialistischen Föderative Republik Jugoslawien (SFRJ) am 27. April 1992 im Amt. Nachdem Ministerpräsident Ante Marković am 20. Dezember 1991 zurückgetreten war, führte der bisherige Vize-Ministerpräsident Aleksandar Mitrović kommissarisch die Amtsgeschäfte bis zum 27. April 1992 fort. Die Minister waren Mitglieder des Bundes der Kommunisten Jugoslawiens (BdKJ).
Dem Kabinett gehörten als Minister Bundessekretäre an:
| Ministeramt                                      | Amtsinhaber                                       | Beginn der Amtszeit             | Ende der Amtszeit                |
| ------------------------------------------------ | ------------------------------------------------- | ------------------------------- | -------------------------------- |
| Präsidentin des Bundesexekutivrates              | Ante Marković Aleksandar Mitrović (kommissarisch) | 16. März 1989 20. Dezember 1991 | 20. Dezember 1991 27. April 1992 |
| Vizepräsident des Bundesexekutivrates            | Aleksandar Mitrović                               | 16. März 1989                   | 20. Dezember 1991                |
| Vizepräsident des Bundesexekutivrates            | Živko Pregl                                       | 16. März 1989                   | 21. November 1991                |
| Mitglied des Bundesexekutivrates                 | Nikola Gasovski                                   | 16. März 1989                   | 27. April 1992                   |
| Mitglied des Bundesexekutivrates                 | Dževad Mujezinović                                | 16. März 1989                   | 27. April 1992                   |
| Mitglied des Bundesexekutivrates                 | Branimir Pajković                                 | 16. März 1989                   | 27. April 1992                   |
| Mitglied des Bundesexekutivrates                 | Veselin Vukotić                                   | 16. März 1989                   | 20. Dezember 1991                |
| Auswärtige Angelegenheiten                       | Budimir Lončar Milivoje Maksić                    | 16. März 1989 11. Dezember 1991 | 11. Dezember 1991 27. April 1992 |
| Nationale Verteidigung                           | Veljko Kadijević                                  | 16. März 1989                   | 20. Dezember 1991                |
| Innere Angelegenheiten                           | Petar Gračanin                                    | 16. März 1989                   | 27. April 1992                   |
| Finanzen                                         | Branko Zekan                                      | 16. März 1989                   | 12. September 1991               |
| Auswärtige Wirtschaftsbeziehungen                | Feri Horvat                                       | 16. März 1989                   | 21. November 1991                |
| Handel                                           | Nazmi Mustafa                                     | 16. März 1989                   | 27. April 1992                   |
| Energie und Industrie                            | Stevan Santo                                      | 16. März 1989                   | 27. April 1992                   |
| Justiz und Allgemeine Verwaltungsangelegenheiten | Vlado Kambovski                                   | 16. März 1989                   | 27. April 1992                   |
| Entwicklung                                      | Božidar Marendić                                  | 16. März 1989                   | 12. September 1991               |
| Landwirtschaft                                   | Stevo Mirjanić                                    | 16. März 1989                   | 27. April 1992                   |
| Transport und Kommunikation                      | Jože Slokar                                       | 16. März 1989                   | 21. November 1991                |
| Arbeit, Gesundheit und Veteranenangelegenheiten  | Radiša Gačić                                      | 16. März 1989                   | 27. April 1992                   |
| Information                                      | Darko Marin                                       | 16. März 1989                   | 20. Dezember 1991                |